# Glenodiniopsidaceae
Famille
Les Glenodiniopsidaceae  sont une famille d'algues dinoflagellées de l’ordre des Peridiniales.
D'après Highfill, la famille ne contiendrait que la seule espèce Glenodiniopsis steinii (Lemmermann) Woloszynska, une dinoflagellée vivant en eau douce.

## Étymologie
Le nom vient du genre type Glenodiniopsis, construit à partir du préfixe glenodini-, qui est une allusion au genre Glenodinium, et du suffixe -opsis, « qui ressemble à », probablement en raison de la similitude entre les deux genres.

## Liste des genres et espèces
Selon AlgaeBase (11 janvier 2022)
- Glenodiniopsis, Woloszynska, 1916
  - Glenodiniopsis pretiosa, Er.Lindemann
  - Glenodiniopsis steinii, Wołoszyńska
  - Glenodiniopsis uliginosa, (A.J.Schilling) Woloszynska

Selon NCBI (11 janvier 2022) :
- genre Sphaerodinium

## Genre synonyme
Selon World Register of Marine Species (11 janvier 2022)
- Glenodinium, Klebs, 1912[5]

AlgaeBase (11 janvier 2022) mentionne :
- Glenodinium, Ehrenberg, 1836[6]

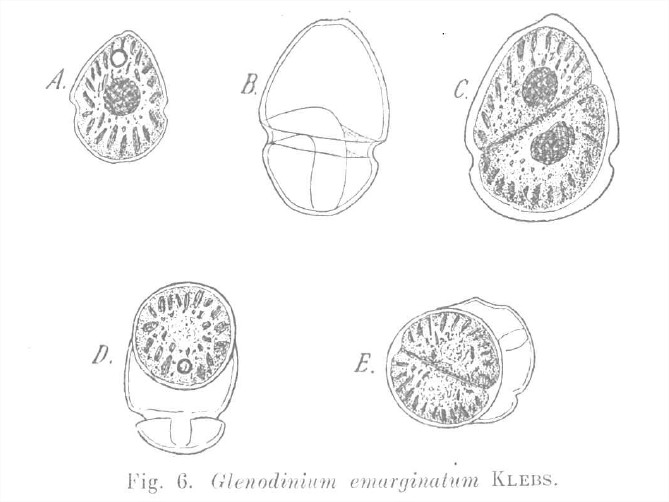
Glenodinium emarginatum par Georg Klebs 1912
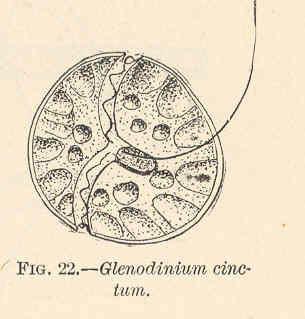
Glenodinium cinctum

La distinction entre Glenodinium et Glenodiniopsis n'est pas claire. Certaines travaux tentent d'en distinguer les espèces. Citons par exemple une étude comparative de 1967, entre Glenodiniopsis uliginosa (Schilling) Wornsz, 1916 et Glenodinium steinii Lemm, 1900, qui repose sur des subtilités morphologiques (forme et position du noyau, dimensions cellulaires, position et forme des chromatophores... ).
AlgaeBase  classe d'ailleurs le genre Glenodinium dans les Peridiniales incertae sedis, c'est-à-dire dont la classification n'est pas totalement définie.